# 타짜: 원 아이드 잭
《타짜: 원 아이드 잭》은 2019년 9월 11일에 개봉한 대한민국의 영화이다.

## 캐스팅
- 박정민 : 도일출 역
- 류승범 : 애꾸 역
- 최유화 : 마돈나 역
- 우현 : 물영감 역
- 윤제문 : 이상무 역
- 이광수 : 까치 역
- 임지연 : 윤영미 역
- 권해효 : 권원장 역
- 임현성 : 조철봉 역
- 서정연 : 일출엄마 역
- 이지훈 : 털보 역
- 현봉식 : 꽁지 1 역
- 신문성 : 부동산업자 역
- 최재현 : 지근덕 / 마귀 대역
- 장준휘 : 양복 역
- 오동민 : 사시생 역
- 김창환 : 스냅백 역
- 오봄길 : 여사 역
- 박경근 : 교수 역
- 이창훈 : 일타 역
- 김형묵 : 사장 역
- 유정호 : 선수 역
- 김태준 : 운전건달 역
- 유상훈 : 서천패거리 1 역
- 이택근 : 서천패거리 2 역
- 오경민 : 서천패거리 3 역
- 김철환 : 서천패거리 4 역
- 박규선 : 도륙덩치 역
- 박혁민 : 사내 1 역
- 진모 : 사내 2 역
- 류효정 : 여학생 역
- 오누리 : 해장국집 종업원 역
- 윤금선아 : 해장국집 종업원 역
- 박무영 : 중년여성 역
- 이규호 : 기도 역
- 오혜원 : 바텐더 역
- 지희제 : 호텔직원 역
- 박상규 : 신사 역
- 김세인 : 업소녀 역
- 홍주형 : 포주 역
- 한동원 : 조폭 1 역
- 현오봉 : 보디가드 1 역
- 이홍내 : 보디가드 2 역
- 황재열 : 리무진 기사 역
- 백예현 : 민원 할머니 역
- 박지한 : 박주사 역
- 서승교 : 수학강사 역
- 신민서 : 우유팩 맞는 여학생 역
- 남승화 : 낮선 사람들 역
- 김희원 : 사랑꾼 역 (우정출연)
- 이상희 : 마담 역 (우정출연)
- 김예은 : 준이엄마 역 (우정출연)
- 배유람 : 문주사 역 (우정출연)
- 최재환 : 꽁지 2 역 (우정출연)
- 이창희 : 조폭 2 역 (우정출연)
- 주진모 : 짝귀 역 (특별출연)
- 최동훈 : 계장 역 (특별출연)

## 같이 보기
- 2019년 대한민국의 영화 목록